# Socuéllamos (stacja kolejowa)
Socuéllamos (hiszp. Estación de Socuéllamos) – stacja kolejowa w miejscowości Socuéllamos, w prowincji Ciudad Real, we wspólnocie autonomicznej Kastylia-La Mancha, w Hiszpanii.
Jest obsługiwana przez pociągi Media Distancia przewoźnika Renfe.

## Położenie stacji
Znajduje się na linii kolejowej Madryt – Walencja w km 188,7, na wysokości 682 m n.p.m., pomiędzy stacjami Campo de Criptana i Villarrobledo.

## Historia
Stacja została otwarta w dniu 18 marca 1855 wraz z otwarciem odcinka od Alcazar de San Juan do Albacete linii kolejowej między Madrytem i Almansa, w celu połączenia się z Alicante. Zbudowana została przez Compañía del Camino de Hierro de Madrid a Aranjuez. W 1941 roku w wyniku nacjonalizacji kolei w Hiszpanii stacja, jak i linia stała się częścią RENFE.
Od 31 grudnia 2004 infrastrukturą kolejową zarządza Adif.

## Linie kolejowe
- Madryt – Walencja